# Måneskin
Måneskin (італійська вимова: [ˈmɔːneskin], данська вимова: [ˈmɔːnəˌske̝nˀ]; з данської — «місячне сяйво») — італійський рок-гурт із Риму, до складу якого входять вокаліст Даміано Давід, басистка Вікторія де Анджеліс, гітарист Томас Раджі та барабанщик Ітан Торкіо. Гурт здобув популярність після того, як посів друге місце в одинадцятому сезоні італійського шоу талантів «X Factor» 2017 року. 2021 року гурт виграв музичний Фестиваль Санремо та представив Італію на «Євробаченні-2021» з піснею «Zitti e buoni».. Гурт переміг на конкурсі Євробачення 2021, набравши 524 бали (206 від журі й 318 від глядачів).

## Історія

### 2015—2016: започаткування
Учасники гурту вперше зустрілися як учні середньої школи в Монтеверде, Рим. Вони вирішили створити колектив у 2016 році. Назву гурту було обрано, коли їм довелося зареєструватися в місцевому музичному конкурсі для нових гуртів «Pulse». Під час мозкового штурму Де Анджеліс, яка є наполовину данкою, її колеги по гурту попросили сказати кілька данських слів, і вони домовились про «måneskin» (місячне світло), хоча його значення не пов'язане із самим колективом. Конкурс «Pulse» також став поворотним пунктом у їхній кар'єрі, оскільки їм довелося почати писати власні пісні. Змагання призвели їх до виступу в музичному клубі та школі Felt, а згодом вони виграли першу нагороду.
Пізніше вони виступали як вуличні артисти на вулицях району Коллі Портуенсі в Римі, а також в історичному центрі Риму, зокрема на Віа дель Корсо. Один із перших концертів у прямому ефірі за межами рідного міста відбувся у Фаенці, на зустрічі незалежних звукозаписних компаній у 2016 році. Приблизно 30 людей відвідали шоу. Після поїздки в Данію, під час якої гурт також виконав кілька концертних шоу, Måneskin зміцнив їх згуртованість і вони почали грати разом по кілька годин на день.

### 2017—2019: «X Factor» та дебютний альбом
Гурт здобув популярність після того, як опинився другим в одинадцятому сезоні італійського шоу талантів «X Factor» у 2017 році.
24 листопада 2017 року за підтримки «Sony Music» вийшов їхній дебютний сингл «Chosen», який займав 2-е місце в італійському чарті синглів FIMI. Пісня ввійшла до однойменного мініальбому, що вийшов в середині грудня 2017 року і переважно утвореного з каверів, раніше виконаних гуртом під час шоу «X Factor».
23 березня 2018 року група випустила свій перший італомовний сингл «Morirò da re», який мав значний успіх. Незабаром відбувся реліз альбому під назвою «Il ballo della vita», який очолював італійські чарти. Для просування альбому гурт випустив документальний фільм під назвою «This is Måneskin», прем'єра якого відбулася 26 жовтня 2018 року в Італії.

### 2020–дотепер: Teatro d'ira та глобальна популярність
Måneskin переміг на музичному фестивалі в Санремо 2021 з піснею «Zitti e buoni». Гурт анонсував свій новий проєкт під назвою Teatro d'ira, з Vol. 1, що вийшов 19 березня 2021 р.
Вони були оголошені переможцями «Євробачення-2021», представляючи Італію з «Zitti e buoni» в Роттердамі 22 травня 2021 року, набравши в сумі 524 бали.

#### Підтримка України
Після вторгнення російських військ на територію України, Måneskin скасував тур в Росії на знак солідарності з українським народом. 8 квітня 2022 року гурт випустив пісню #StandUpForUkraine на підтримку України та відеокліп із кадрами зруйнованих українських міст та жертв російської агресії.

#### Скандал щодо прапора України
У кінці листопада 2022 року, на одному з концертів гурту у Бостоні, соліст Давід Даміано будучи у спідній білизні загорнувся прапором України, кинув його на підлогу, а потім декілька разів пройшовся ногами, чим обурив багатьох навіть своїх фанатів і був звинувачений у неповазі до прапору. Артист за це все ще не вибачився.

## Музичний стиль і вплив
За словами Даміано Давида, «гурт є перекладом музики минулого на сучасність». Творчість Måneskin відносяться до таких жанрів, як поп-рок, альтернативний рок, глем-рок та хард-рок. Їх стиль музики змінюється від поп-рок з елементами фанк у першому студійному альбомі, до хард-року у тому другому (наприклад, пісня «Zitti е buoni»). Їх зовнішній вигляд і музику порівнюють із рок-музикою 70-х років.
Учасники Måneskin згадували значну кількість артистів та груп того часу, якими вони надихалися, серед них Led Zeppelin, Fleetwood Mac, Nirvana, Radiohead, Franz Ferdinand, Девід Боуї, Gentle Giant, the Rolling Stones, the Doors, Arctic Monkeys, Red Hot Chili Peppers, Гаррі Стайлс, Бруно Марс, R.E.M. та італійські рок-групи: Marlene Kuntz, Verdena та Afterhours.

## Учасники гурту
| Ім'я                 | Дата народження           | Участь     |
| -------------------- | ------------------------- | ---------- |
| Дам'яно Давід        | 8 січня 1999 (26 років)   | Вокаліст   |
| Вікторія де Анджеліс | 28 квітня 2000 (25 років) | Басист     |
| Томас Раджі          | 18 січня 2001 (24 роки)   | Гітарист   |
| Ітан Торкіо          | 8 жовтня 2000 (24 роки)   | Барабанщик |

## Дискографія

### Студійні альбоми
| Il ballo della vita                                     | - Дата виходу: 26 жовтня 2018 р. - Лейбл: Sony Music - Формати: CD, download, streaming, vinyl   | 1 | 26 | - FIMI: 3× Platinum |  |
| Teatro d'ira: Vol. 1                                    | - Дата виходу: 19 березня 2021 р. - Лейбл: Sony Music - Формати: CD, download, streaming, vinyl. | 1 | 13 | - FIMI: Gold        |  |
| Rush!                                                   | - Дата виходу: 20 січня 2023 р. - Лейбл: Sony Music - Формати: CD, download, streaming,vinyl     |   |    |                     |  |
| «—» відзначає запис, який не склав чарту або не вийшов. |                                                                                                  |   |    |                     |  |

### Мініальбоми
| Назва  | Деталі EP                                                                               | Найвища позиція чарту | Сертифікації     |
| Назва  | Деталі EP                                                                               | ITA                   | Сертифікації     |
| ------ | --------------------------------------------------------------------------------------- | --------------------- | ---------------- |
| Chosen | - Дата виходу: 15 грудня 2017 р. - Лейбл: Sony Music - Формати: CD, download, streaming | 3                     | - FIMI: Platinum |

### Сингли

#### Як провідний гурт
| «Chosen»                                                    | 2017 | 2  | - FIMI: 2× Platinum | Chosen               |
| «Morirò da re»                                              | 2018 | 2  | - FIMI: 3× Platinum | Il ballo della vita  |
| «Torna a casa»                                              | 2018 | 1  | - FIMI: 5× Platinum | Il ballo della vita  |
| «Fear for Nobody»                                           | 2019 | 26 |                     | Il ballo della vita  |
| «L'altra dimensione»                                        | 2019 | 6  | - FIMI: Platinum    | Il ballo della vita  |
| «Le parole lontane»                                         | 2019 | 5  | - FIMI: Platinum    | Il ballo della vita  |
| «Vent'anni»                                                 | 2020 | 12 | - FIMI: Platinum    | Teatro d'ira: Vol. 1 |
| «Zitti e buoni»                                             | 2021 | 2  | - FIMI: 2× Platinum | Teatro d'ira: Vol. 1 |
| «—» позначає запис, який не склав чарту або не був виданий. |      |    |                     |                      |

#### Як відомий гурт
| Назва                                                  | Рік  | Найвища позиція чарту | Альбом чи EP           |
| Назва                                                  | Рік  | ITA                   | Альбом чи EP           |
| ------------------------------------------------------ | ---- | --------------------- | ---------------------- |
| «Stato di natura» (Francesca Michielin feat. Måneskin) | 2020 | 99                    | Feat (stato di natura) |

## Фільмографія
| Рік  | Назва            | Участь     | Нотатки        | Прим.  |
| ---- | ---------------- | ---------- | -------------- | ------ |
| 2018 | This Is Måneskin | Themselves | Документальний | [ 21 ] |

## Активізм
Гурт присвятив сингл «Gasoline» Україні у війні з Росією під час виступу на фестивалі Coachella в Каліфорнії[джерело?]. У відеоряді було використано кадри руйнувань українських міст. Фронтмен Даміано Давід вигукнув зі сцени фразу «Free Ukraine. Fuck Putin!»[джерело?].